# Cúp Florida 2018
Cúp Florida 2018 là mùa giải thứ tư của Cúp Florida, một giải đấu giao hữu diễn ra ở Mỹ. Giải đấu lần đầu tiên liên kết đối tác với Universal Orlando Resort. Khu nghỉ dưỡng đã tổ chức nhiều sự kiện bao gồm Fan Fest Cúp Florida vào 13 và 14 tháng Một.
Đội vô địch là Atlético Nacional khi có hiệu số hơn Barcelona S.C. và Rangers, cùng với việc Barcelona đứng thứ hai.

## Đội bóng
| Quốc gia | Đội bóng          | Vị trí         | Liên đoàn | Giải đấu                      |
| -------- | ----------------- | -------------- | --------- | ----------------------------- |
| Brazil   | Atlético Mineiro  | Belo Horizonte | CONMEBOL  | Campeonato Brasileiro Série A |
| Brazil   | Corinthians       | São Paulo      | CONMEBOL  | Campeonato Brasileiro Série A |
| Brazil   | Fluminense        | Rio de Janeiro | CONMEBOL  | Campeonato Brasileiro Série A |
| Colombia | Atlético Nacional | Medellín       | CONMEBOL  | Liga Águila                   |
| Ecuador  | Barcelona S.C.    | Guayaquil      | CONMEBOL  | Serie A                       |
| Hà Lan   | PSV Eindhoven     | Eindhoven      | UEFA      | Eredivisie                    |
| Ba Lan   | Legia Warsaw      | Warsaw         | UEFA      | Ekstraklasa                   |
| Scotland | Rangers           | Glasgow        | UEFA      | Scottish Premiership          |

## Bảng xếp hạng
| VT | Đội               | Tr | T | PW | PL | B | BT | BB | BHS | Đ |                     |
| -- | ----------------- | -- | - | -- | -- | - | -- | -- | --- | - | ------------------- |
| 1  | Atlético Nacional | 2  | 2 | 0  | 0  | 0 | 4  | 0  | +4  | 6 | Vô địch Cúp Florida |
| 2  | Barcelona S.C.    | 2  | 2 | 0  | 0  | 0 | 6  | 3  | +3  | 6 |                     |
| 3  | Rangers           | 2  | 2 | 0  | 0  | 0 | 5  | 2  | +3  | 6 |                     |
| 4  | PSV Eindhoven     | 2  | 0 | 1  | 1  | 0 | 2  | 2  | 0   | 3 |                     |
| 5  | Corinthians       | 2  | 0 | 1  | 0  | 1 | 3  | 5  | −2  | 2 |                     |
| 6  | Fluminense        | 2  | 0 | 0  | 1  | 1 | 2  | 4  | −2  | 1 |                     |
| 7  | Legia Warsaw      | 2  | 0 | 0  | 0  | 2 | 2  | 5  | −3  | 0 |                     |
| 8  | Atlético Mineiro  | 2  | 0 | 0  | 0  | 2 | 0  | 3  | −3  | 0 |                     |

## Trận đấu
| Corinthians                                                   | 1–1      | PSV Eindhoven                               |
| ------------------------------------------------------------- | -------- | ------------------------------------------- |
| Rodriguinho 23'                                               | Chi tiết | Lammers 90+3'                               |
| Loạt sút luân lưu                                             |          |                                             |
| - Junior Dutra - Bastos - Maycon - Camacho - Giovanni Augusto | 5–4      | - Maher - Schwaab - Lammers - Arias - Malen |

| Atlético Mineiro | 0–1      | Rangers     |
| ---------------- | -------- | ----------- |
|                  | Chi tiết | Windass 68' |

| PSV Eindhoven                                 | 1–1      | Fluminense                                      |
| --------------------------------------------- | -------- | ----------------------------------------------- |
| Lammers 41'                                   | Chi tiết | Robinho 90+2'                                   |
| Loạt sút luân lưu                             |          |                                                 |
| - Lozano - Obispo - Hendrix - Malen - Pereiro | 5–4      | - Robinho - Pedro - Jadson - Romarinho - Chaves |

| Rangers                                           | 4–2      | Corinthians                   |
| ------------------------------------------------- | -------- | ----------------------------- |
| - Morelos 63', 77' - Halliday 71' - Tavernier 82' | Chi tiết | - Rodriguinho 31' - Kazim 40' |

| Barcelona S.C.                                   | 3–2      | Legia Warsaw             |
| ------------------------------------------------ | -------- | ------------------------ |
| - M. Caicedo 18' - Nahuelpán 21' - Esterilla 27' | Chi tiết | - Niezgoda 7' - Rémy 90' |

| Atlético Nacional           | 2–0      | Atlético Mineiro |
| --------------------------- | -------- | ---------------- |
| - Rentería 38' - Lucumí 71' | Chi tiết |                  |

| Fluminense        | 1–3      | Barcelona S.C.                            |
| ----------------- | -------- | ----------------------------------------- |
| Marcos Júnior 23' | Chi tiết | - Betancourt 57', 64' - E. Castillo 90+4' |

| Legia Warsaw | 0–2      | Atlético Nacional |
| ------------ | -------- | ----------------- |
|              | Chi tiết | Ramírez 36', 42'  |